# Carex alata
Carex alata, vrsta šaši iz porodice šiljovki, hemikriptofit ili rizomski geofit rasprostranjen po Sjevernoj Americi (Kanada, SAD), sve od Hudsonovog, na jug do Meksičkog zaljeva..
Trajnica koja raste po močvarnim predjelima.

## Sinonimi
- Carex albolutescens var. alata (Torr.) Kük.
- Kolerma alata (Torr.) Raf.